# Vilho Niitemaa
Vilho Niitemaa (bis 1942 Nyman) (* 16. März 1917 in Helsinki; † 15. Juni 1991 in Turku) war ein finnischer Historiker.

## Leben und Wirken
Niitemaas Dissertation aus dem Jahr 1949 befasst sich mit der mittelalterlichen Geschichte des Baltikums. Baltische Geschichte (1959), geschrieben von Niitemaa zusammen mit Kalervo Hov, galt jahrzehntelang als Grundlagenwerk und war ein Lehrbuch auf diesem Gebiet.
Niitemaa begann an der Universität Turku mit der Forschung zu finnischer Migration und vergab in deren Rahmen Themen für Masterarbeiten. Er initiierte eine Materialsammlung sowohl innerhalb Finnlands als auch in den USA. Ein Ergebnis des Projekts war die Gründung des Migrationsinstituts (Siirtolaisuusinstituutti) im Jahr 1974, zu dessen Vorsitzendem des Verwaltungsrats er gewählt wurde, einer Position, auf der er bis 1984 verblieb.

## Mitgliedschaft
- Baltische Historische Kommission e. V., korrespondierendes Mitglied 1963[1]

## Veröffentlichungen
- Suomen sota 1941–1945. Asevoimien sotilasoperaatiot. // Puolustusvoimien esikunnan sotilashistorian toimiston toimet 8 (1948) (ruotsiksi 1949).
- Der Binnenhandel der Politik der Livländischen Städte im Mittelalter. Helsinki, 1952. (Annales Academiae Scientiarum Fennicae B 76).
- Das Strandrecht Nordeuropa im Mittelalter. Helsinki, 1955 (Annales Academiae Scientiarum Fennicae B 94).
- Baltian historia. Helsinki 1959, (2. 1991) (mit Kalervo Hovi).
- Der Kaiser und die Nordische Union bis zu den Burgunderkriegen. Helsinki, 1960. (Annales Academiae Scientiarum Fennicae B 116)
- Die Nordosteuropäischen Staaten. // Weltgeschichte der Gegenwart, I: Die Staaten. Bern 1962.
- Suomenlahden nimen synty. // Turun Historiallinen Arkisto 16 (1963).
- Die Zeit der Stadtgründungen im Ostseeraum. // Acta Visbyensia I. Uppsala, 1965.
- Untersuchungen über die Siedlungsgeschichte Hämes im Mittelalter. // Studia historica in honorem Hans Kruus. Tallinna, 1971.
- Rannikkolaki varhaiskeskiaikaisten oikeudellisten käsitteiden heijastajana Pohjois-Euroopassa. // Vieraiden luennoitsijoiden esitelmät 2. Oulun yliopisto, 1976.
- Suomen ratsuväen historia, I. 1917–1939. Mikkeli, 1979. (Sotatieteiden laitoksen julkaisut, 19).
- Das Mittelalterliche Handwerk im Ostseeraum. // Der Ostseeraum – Historische Elemente einer Wirtschaftlichen Gemeinschaft. Lyypekki, 1980.